# Parophasma
Parophasma és un gènere obsolet d'ocells passeriformes de la família dels sílvids (Sylviidae). L'únic representant d'aquest gènere monotípic era el tallarol espectral, també conegut com a xerraire d'Etiòpia (P. galinieri). Però el Congrés Ornitològic Internacional, en la seva llista mundial d'ocells (versió 10.2, 2020) el traslladà al gènere Sylvia, prenent per base els resultats de diversos estudis.
Segons el Handook of the Birds of the World i la quarta versió de la BirdLife International Checklist of the birds of the world (Desembre 2019), el tallarol espectral apareix classificat encara dins del gènere Parophasma.